# Giovanni Vigevanos byst
Giovanni Vigevanos byst är en skulptur, utförd av Giovanni Lorenzo Bernini. Den ingår i Giovanni Vigevanos gravmonument i basilikan Santa Maria sopra Minerva i Rom. Giovanni Vigevano avled 1630, men bysten utfördes när han var i livet. Rudolf Wittkower daterar bysten till omkring 1617–1618, medan Charles Avery anger dateringen till omkring 1618–1620.
Karakteristiskt för bysten är handen som vilar på klädnadens drapering; detta är även fallet i bysterna av Antonio Coppola och Thomas Baker.

### Fotnoter
1. ↑  Wittkower 1955, s. 176.
2. 1 2  Avery 2006, s. 37.